# Vrouwenheide
De Vrouwenheide is een hoge heuveltop in Nederland en een vroegere heidegrond ten zuiden van het dorp Ubachsberg, gemeente Voerendaal. De Vrouwenheide is een geologisch monument bestaande uit getuigenheuvels en maakt deel uit van het Eiland van Ubachsberg en het Plateau van Ubachsberg. De drie beboste toppen worden de Kopjes van Ubachsberg genoemd. Lang dacht men dat de Vrouwenheide het hoogste punt van Nederland was omdat vanaf de top over de Vaalserberg heen kan worden gekeken naar de nog hoger gelegen Eifel.

In het bos op de Vrouwenheide zijn de fundamenten te vinden van een oude uitkijktoren die werd gebruikt voor metingen aan het Rijksdriehoeksstelsel. De driehoeksmeting Vrouwenheide-Klifsberg vormde de aansluiting aan het Pruissische driehoeksstelsel. De toren staat vermeld op oude stafkaarten.

De Mergellandroute voor gemotoriseerd verkeer leidt door de Vrouwenheide.

## Molen
Op de Vrouwenheide staat de monumentale windmolen Op de Vrouweheide. Deze werd in 1858 op een belt (een kunstmatige heuvel) gebouwd om nog meer wind te kunnen vangen. De molen is met 216 meter boven NAP de hoogstgelegen windmolen van Nederland. In 1945 brandde hij door een ongeluk af doordat Engelse soldaten hun apparatuur aan lieten staan. Pas in 1980 begon de restauratie. De molen is sinds 1980 in gebruik als woning.

Zo'n 350 meter westelijk van de molen staat de monumentale Bernardushoeve. Voor vele wielrenners, wandelaars en Mergelandrouterijders is dit een bekend rustpunt.

## Geologie
Ongeveer 2,2 miljoen jaar geleden stroomde de Oostmaas aan de zuidzijde van de Vrouwenheide en mondde in de Rijn uit. De Maas moest haar loop naar het westen verleggen als gevolg van kanteling en opheffing van het landschap en toen werd ten westen van het Eiland van Ubachsberg een nieuw dal uitgesleten in het landschap, het dal van de Westmaas. Als gevolg hiervan bleef het Eiland van Ubachsberg als erosieresten gevrijwaard van verdere erosie door de Maas en vormde het de waterscheiding tussen het dal van de Westmaas en dat van de Oostmaas.
Op de toppen van de getuigenheuvels ligt een dunne kwartsrijke grindbestrooiing, de Kiezeloöliet Formatie die stamt uit het Boven-Mioceen (Tertiair). Deze grindlaag werd destijds uitgebreid in Zuid-Limburg afgezet, maar resteert nog maar op enkele plekken. Onder deze grindafzettingen bevinden zich gele zanden van de Formatie van Tongeren uit het Onder-Oligoceen (Tertiair). Onder deze gele zanden zit Kunrader kalksteen uit de Formatie van Maastricht (Krijt).
Vanaf de Vrouwenheide heeft men aan de zuidzijde uitzicht over het fossiele dal van de Oostmaas met aan de overzijde hiervan het tegenwoordige Plateau van Vijlen dat onderdeel was van de Laat-Tertiaire Ardennen schiervlakte.